# Sun Qiuting
Sun Qiuting (chiń. 孙萩亭; ur. 22 września 1985 w Szanghaju) – chińska pływaczka synchroniczna, medalistka olimpijska.
W 2008 startowała na letnich igrzyskach olimpijskich w Pekinie, podczas których brała udział w rywalizacji drużyn. W tej konkurencji udało się wywalczyć brązowy medal dzięki rezultatowi 97,334 pkt.
Dwa razy startowała w mistrzostwach świata, w Montrealu i Melbourne. Nie zdołała wywalczyć na nich żadnego medalu.